# Boško Buha (mlađi)
Boško Buha (Virovitica, 30. rujna 1959. – Beograd, 10. lipnja 2002.), general - major MUP-a Srbije.

## Životopis
Boško Buha rođen je u Virovitici u Hrvatskoj u obitelji hrvatskih Srba. Fakultet narodne obrane završio je u Zagrebu, a u Beograd dolazi 1991., poslije izbijanja Domovinskog rata.
Ubrzo postaje načelnik Odjeljenja unutarnjih poslova u Sopotu, kod Beograda. Za zapovjednika SUP Beograda postavljen je 1998.
Buha je godinu dana proveo na Kosovu. Tamo je i ranjen, za NATO-va bombardiranja SR Jugoslavije. Značajan je i njegov doprinos u razbijanju diktature ratnog zločinca Slobodana Miloševića.
Kao zapovjednik policijske brigade SUP Beograda, Buha dobiva zadatak da uz primjenu sile prekine štrajk rudara u rudarskoj tvornici "Kolubara". Štrajk rudara Kolubare bio je jedan od ključnih elemenata uspjeha prevrata.Buha dobiveni zadatak ne izvršava, te uspijeva obmanuti svoje pretpostavljene o pravim razmjerima štrajka.
Za načelnika beogradskog MUP-a imenovan je 6. veljače 2001. U čin general-majora unaprijeđen je 1. lipnja iste godine. U trenutku smrti obavljao je funkciju pomoćnika načelnika resora Javne sigurnosti MUP-a Srbije.

## Atentat
Na Boška Buhu izvršen je atentat, 10. lipnja 2002. u Novom Beogradu, u svojoj 43. godini. Službeno policijsko priopćenje glasilo je:
U 2:40, na parkingu ispred hotela "Jugoslavija", nepoznat izvršitelj, s više projektila iz automatskog oružja, ispaljenih iz neposredne blizine, teško je ranio pomoćnika načelnika resora Javne sigurnosti MUP-a Srbije, general-majora Boška Buhu, dok je ulazio u vozilo. Teško ranjen, general je kolima Hitne pomoći prebačen u Urgentni centar, gdje je podlegao povrjedama."
Sahranjen je u Aleji zaslužnih građana na Novom groblju u Beogradu.

## Zanimljivosti
- General-major Boško Buha je rođak partizana - Narodnog heroja Jugoslavije - koji se isto zvao Boško Buha. Naime, u gradinskoj srpskoj obitelji Buha postoji običaj da se svakom prvom muškom djetetu daje ime Boško.